# Малмыжка (приток Вятки)
Малмыжка — река в Малмыжском районе Кировской области. Правый приток Вятки.
Высота устья — 59,5 м над уровнем моря.
Длина реки 14 км. Исток на краю лесного массива в 5,5 км к югу от города Малмыж. В верховьях течёт на восток, затем поворачивает на северо-восток. В низовьях протекает через село Мари-Малмыж и впадает в Вятку по правому берегу в 148 км от её устья. Сток зарегулирован.
В бассейне также расположена деревня Старый Кокуй.

## Данные водного реестра
По данным государственного водного реестра России относится к Камскому бассейновому округу, водохозяйственный участок реки — Вятка от водомерного поста посёлка городского типа Аркуль до города Вятские Поляны, речной подбассейн реки — Вятка. Речной бассейн реки — Кама.
Код водного объекта в государственном водном реестре — 10010300512211100040200.